# Дісотел (Вашингтон)
Дісотел (англ. Disautel) — переписна місцевість (CDP) в США, в окрузі Оканоган штату Вашингтон. Населення — 47 осіб (2020).

## Географія
Дісотел розташований за координатами 48°20′42″ пн. ш. 119°13′48″ зх. д. / 48.34500° пн. ш. 119.23000° зх. д. (48.345130, -119.229901).  За даними Бюро перепису населення США в 2010 році переписна місцевість мала площу 9,78 км², уся площа — суходіл.

## Демографія
Згідно з переписом 2010 року, у переписній місцевості мешкало 78 осіб у 23 домогосподарствах у складі 21 родини. Густота населення становила 8 осіб/км².  Було 23 помешкання (2/км²).
Расовий склад населення:
| - 84,6 % — корінних американців - 10,3 % — білих |

До двох чи більше рас належало 5,1 %. Частка іспаномовних становила 1,3 % від усіх жителів.
За віковим діапазоном населення розподілялося таким чином: 29,5 % — особи молодші 18 років, 64,1 % — особи у віці 18—64 років, 6,4 % — особи у віці 65 років та старші. Медіана віку мешканця становила 27,5 року. На 100 осіб жіночої статі у переписній місцевості припадало 95,0 чоловіків;  на 100 жінок у віці від 18 років та старших — 96,4 чоловіків також старших 18 років.
Цивільне працевлаштоване населення становило 0 осіб. 